# Brüssel-Rundschau
Die Brüssel-Rundschau ist ein belgisches Magazin in deutscher Sprache für die ca. 15.000 Deutschsprachigen in Brüssel. 
Die erste Ausgabe der Brüssel-Rundschau erschien Anfang 1996; die Zeitung hatte seither in ganz Belgien einen kontinuierlich wachsenden Verbreitungsgrad erreicht. Zum Inhalt der Brüssel-Rundschau gehörten unter anderem Berichte zum politischen und wirtschaftlichen Geschehen Brüssels und Belgiens. Dossiers mit Schwerpunktthemen, Übersichten über die deutschsprachigen Gruppen und Initiativen in Belgien, ein Kulturkalender, Kleinanzeigen sowie zahlreiche praktische Tipps. 
Seit Januar 2009 ist die Publikation nicht mehr erhältlich. Ein Neustart als reines Internet-Angebot soll beabsichtigt sein.